# Biltstraat 62A-68Bis
Biltstraat 62A-68Bis is het adres van een monumentaal woonwinkelpand in de Nederlandse stad Utrecht.
Het pand is in 1939 aan de Biltstraat gebouwd naar ontwerp van de architect Albert Jan Feberwee. Aan de bouw gingen grote discussies in de gemeenteraad vooraf. De realisatie betekende de eerste flat of stapelwoning in Utrecht. De aanbesteding uit 1939 beschrijft de bouw van vier winkelhuizen en twaalf woningen.
Het gebouw heeft op de begane grond winkelruimtes. Daarboven bevinden zich vier woonverdiepingen met balkons en ijzeren hekwerken. De gevels zijn vormgegeven in gele of geglazuurde baksteen en beton waarbij de vensterpartijen voorzien zijn van ijzeren rechthoekige kozijnen. Het dak bestaat uit een schilddak in overstek met dakkapellen. Aan de achterzijde van het bouwwerk bevindt zich een uitgebouwde glazen liftkoker. De bouwstijl van het gebouw wordt gekarakteriseerd als verwant aan de Nieuwe Haagse School met expressionistische kenmerken.
Het gebouw werd in 2001 aangewezen als rijksmonument.

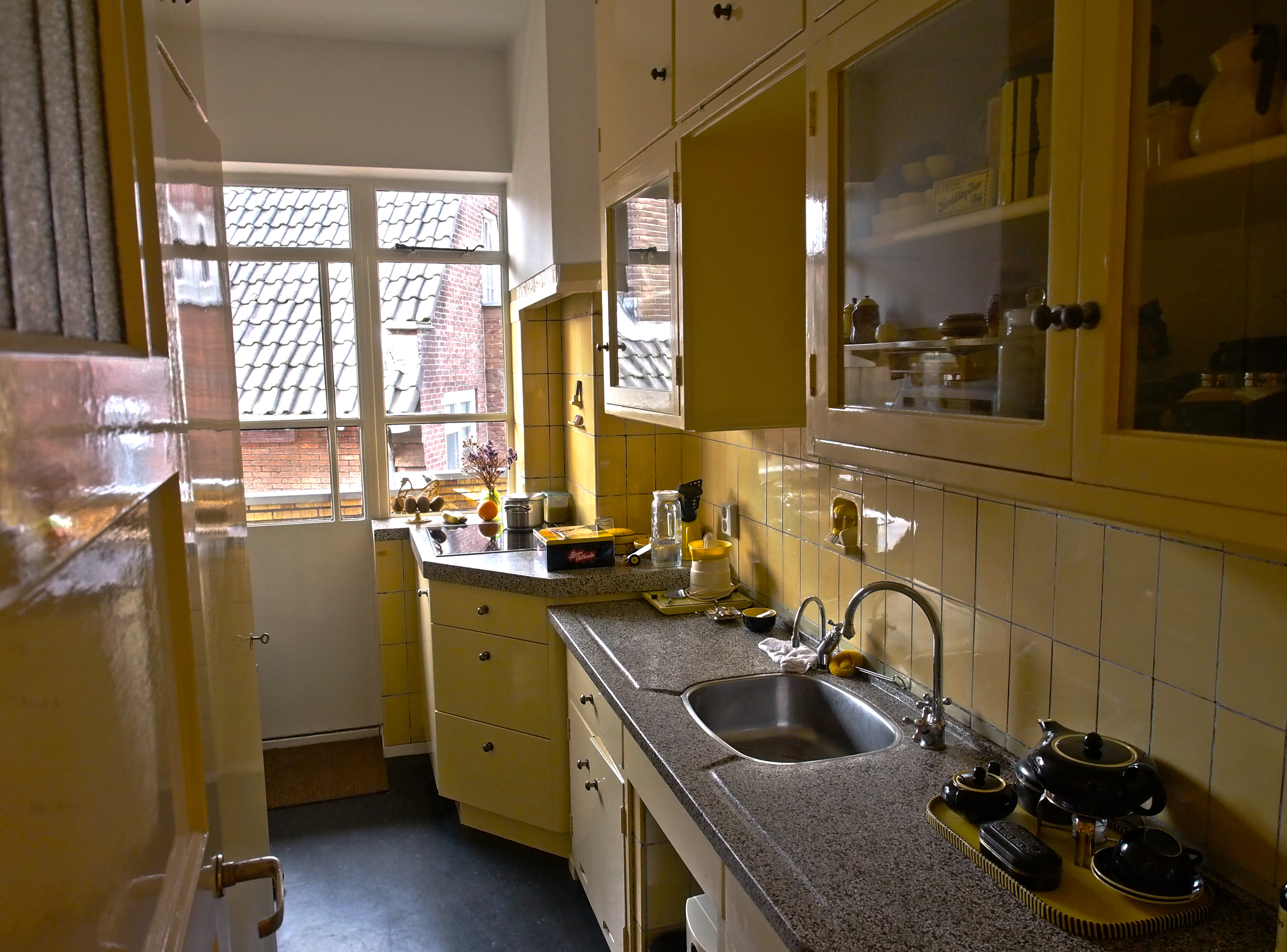
Deels originele keuken in een van de appartementen